# 電石燈

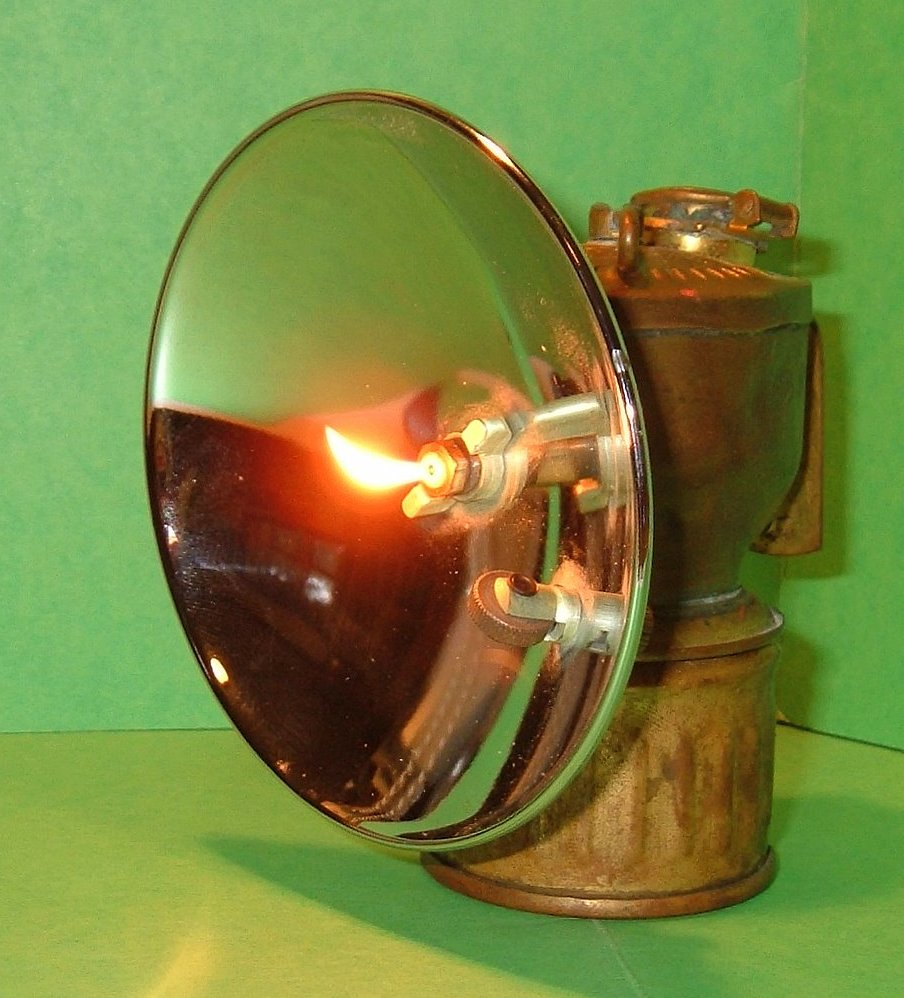
一盞電石燈

電石燈（英語：Carbide lamps / acetylene gas lamps），又稱為電土燈、水火燈、瓦斯燈、水月電燈、磺火燈。以前會在電力不足或是用電不方便的環境下，或是電燈照明尚未普及的年代，使用的照明設備之一。電火燈的亮度比煤油燈效果好，且較不易被吹熄，經常運用於戶外場合，像是夜間喜慶、夜市、夜間祭典會場、夜行巡邏、坑道使用等。

## 原理
利用電石與水混合後，產生乙炔氣體（C2H2），點燃後做為光源。以下為電石與水反應產生乙炔的反應式：
CaC2(s) + 2H2O(l) → C2H2(g) + Ca(OH)2(aq)

## 燈具結構
攜帶用的電石燈通常以鉛片或銅皮鑄造而成，分為上下二層，上層裝水，下層放置以棉布包裹的電石；上層底部有開關控制水量，讓水滴到下層的電石，產生可燃的乙炔。乙炔氣從燈口細孔噴出，於出氣口引燃便可發光。出氣口設有開關可調整電石氣的流量，即可控制火燄之大小。

## 應用
電石燈常運用在沒有沼氣的金銅礦坑內，是礦工隨身照明工具，也是進礦坑的標準配備。臺灣新北市金瓜石、九份礦山地區稱之為「磺火燈」。由於電石燈需要氧氣助燃，當坑道內氧氣不足時，火焰會開始冒出含碳黑煙，或是熄滅，應盡快離開坑道，所以又稱作礦工的「救命燈」。
過去臺灣原住民夜間狩獵也使用電石燈作為照明，原住民認為電土所產生的氣體像是瓦斯氣，故稱為gas。夜間樹林裡常有出沒的飛鼠，飛鼠有很好的夜視能力，能夠在微弱光線下行動，當黑暗樹林中電土燈光線照到飛鼠，飛鼠眼睛會反射光點，牠的視覺受強光照射導致短暫模糊，會停滯不動，原住民獵人即可鎖定射擊獵取。

## 外部連結
燈-照亮老台灣特展 電土燈使用 （页面存档备份，存于）
進礦山找科學-不插電的電土燈 （页面存档备份，存于）